# Pârteștii de Jos, Suceava
Pârteștii de Jos (în germană Unter Pertestie) este satul de reședință al comunei cu același nume din județul Suceava, Bucovina, România.
 Acest articol despre o localitate din județul Suceava este deocamdată un ciot. Puteți ajuta Wikipedia prin completarea lui.